# Jenynsia unitaenia
Jenynsia unitaenia är en fiskart som beskrevs av Ghedotti och Weitzman, 1995. Jenynsia unitaenia ingår i släktet Jenynsia och familjen Anablepidae. Inga underarter finns listade i Catalogue of Life.